# Helgeandsholmen
Helgeandsholmen  je malý ostrov v centru Stockholmu. Nachází se severně od ostrova Stadsholmen, a východně od ostrůvku Strömsborg, se kterými společně s ostrovem Riddarholmen (ten se rozkládá poněkud dále) vytváří Gamla stan, staré město – historické centrum Stockholmu. Na ostrově Helgeandsholmen se nachází budova (Riksdagshuset) Švédského parlamentu a Muzeum středověkého Stockholmu (švédsky Stockholms medeltidsmuseum). Se sousedními ostrovy je propojen třemi mosty: Riksbron, Stallbron a Norrbro.
Terasa na východním okraji, nazývaná Strömparterren je veřejný park s restaurací z roku 1832, zatímco schody vedoucí dolů k vodě jsou z let 1807–1810. Nábřeží západně od budovy parlamentu kdysi obklopovalo Švédskou centrální banku (švédsky Sveriges Riksbank) a nábřeží se proto nazývalo Bankkajen (Bankovní nábřeží). Ulice severně a jižně se nazývají Norra/Södra Helgeandstrappan (Severní/jižní helgeandské schody). Všechny tyto názvy pocházejí z roku 1925.

## Původ názvu ostrova
Nejstarší písemným pramenem, který se dochoval a obsahuje název Helgeandsholmen, je dopis v latině datovaný 28. července 1320. Pravděpodobně šlo o zkomoleninu sousloví Helige andens holme (Ostrov Ducha svatého), ve frázi in insula dicta helghaanzsholm (na ostrově nazývaném Helgeandsholm). V té době výraz helgeandshus (ve staré švédštině hälgha ands hus, hälandzhus, helghanzhhws, hälianshus) byl název používaný pro označení charitativních institucí duchovní povahy, ve Stockholmu je výraz prvně doložen v závěti z 24. dubna 1301 (domus sancti spiritus).

## Historie

### Skupina ostrůvků

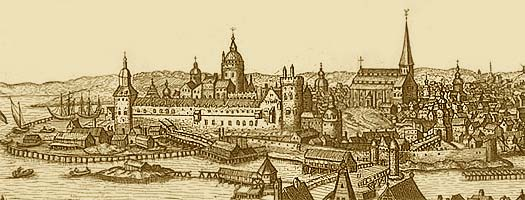
Severní brány Stockolmu 1675, ukazující Helgeandsholmen jako skupinu ostrůvků roztroušených mezi Stadsholmen a Norrmalm

Ostrov Helgeandsholmen má dnes pravidelný tvar, ale do poměrně nedávné doby to byla skupina ostrůvků. Před zahájením rozsáhlých archeologických vykopávek v roce 1978 jsme se domnívali, že současný ostrov původně sestával ze tří ostrůvků.
- Větší hlavní ostrov na jihu, který se nazýval Helgeandsholmen nejméně od 14. století. Vykopávky ovšem přesvědčivě ukázaly, že během raného středověku se tento ostrov ve skutečnosti skládal ze dvou menších ostrůvků, o kterých ovšem nevíme vůbec nic.
- Severně od většího ostrova byly dva menší ostrůvky, které kdysi patřily opatství Klary.
  - Jeden se kdysi nazýval Barkarholmen, což naznačuje, že zde bylo koželužství, protože tříslovina z kůry stromů je důležitou součástí v procesu činění kůží. Ostrůvek byl také znám pod druhým názvem Klosterholmen (Ostrov opatství).
  - Východně od Barkarholmen see nacházel malý skalnatý ostrůvek nazývaný v 16. století Lilla Stockholm (Malý Stockholm), v 17. století přejmenovaný na Bryggeriholmen (Pivovarnický ostrůvek), což souviselo s provozem pivovaru v letech 1641-1645). Ještě později se nazýval Slaktarholmen (doslova Ostrůvek řezníků), po tamních dobových jatkách. Lilla Stockholm zanikl poté, když byl v roce 1806 dokončen most Norrbro.[1][3]

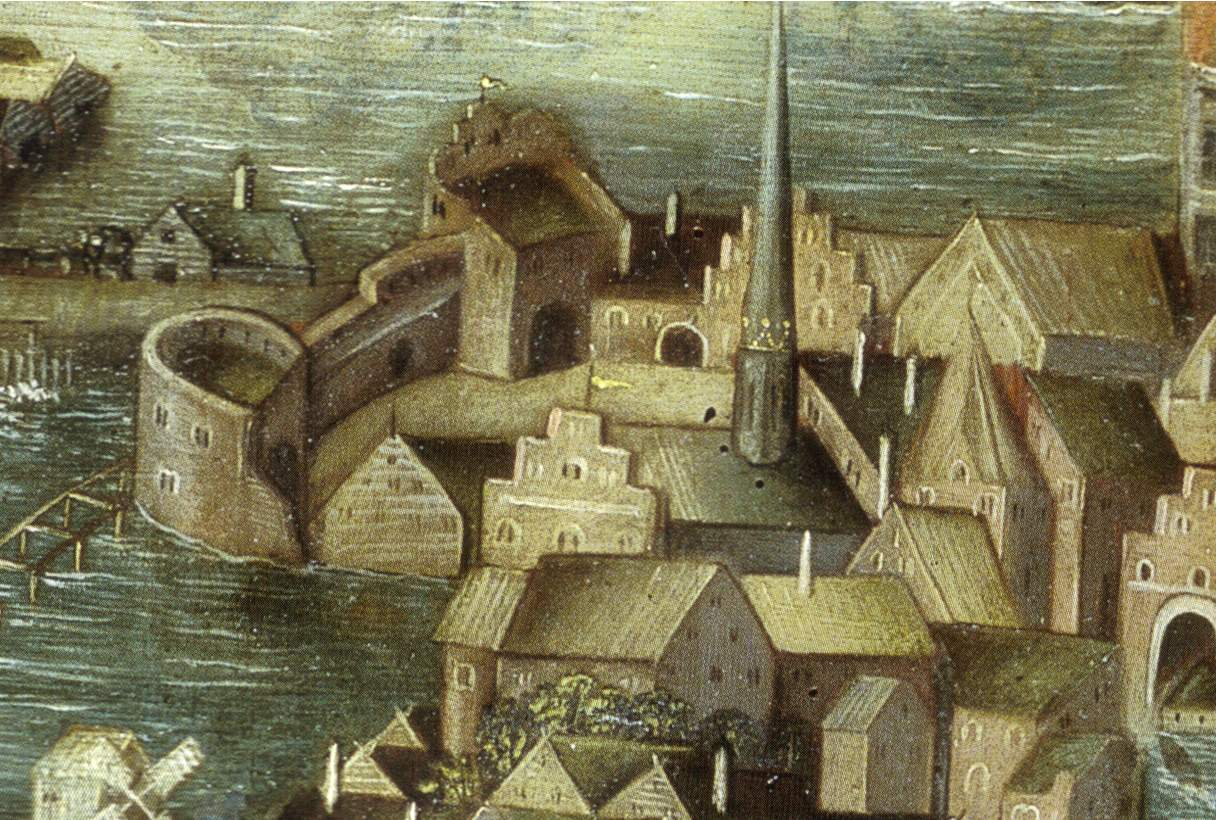
Detail malby, Helgeandsholmen 1535

### Helgeandshuset (Dům Ducha svatého)
Tak jak bylo krátce zmíněno výše, s ostrovem je spojena charitativní činnost. Na ostrově se nacházela charitativní instituce organizovaná zbožnou nadací, která přijímala nemocné, chudé a starší osoby, cizince a přijímala dary od měšťanů ve městě, díky nimž se instituce stala významným vlastníkem půdy. Původní Helgeandshuset (Dům Ducha svatého) pravděpodobně pocházel již ze 13. století, ale v písemných pramenech je doložen až v roce 1301. Byl přestavěn po požáru v roce 1410, ale v roce 1531 (za vlády Gustava I. Vasy, 1496–1560) byl přemístěn na nedaleký ostrov Riddarholmen. Konkrétní vzhled Helgeandshuset není znám, ale můžeme se domnívat, že se podobal podobným institucím jinde, a tedy sestával z nemocničního oddělení a kostela obklopeného jinými stavbami a byl zde také hřbitov.

### Most Norrbro

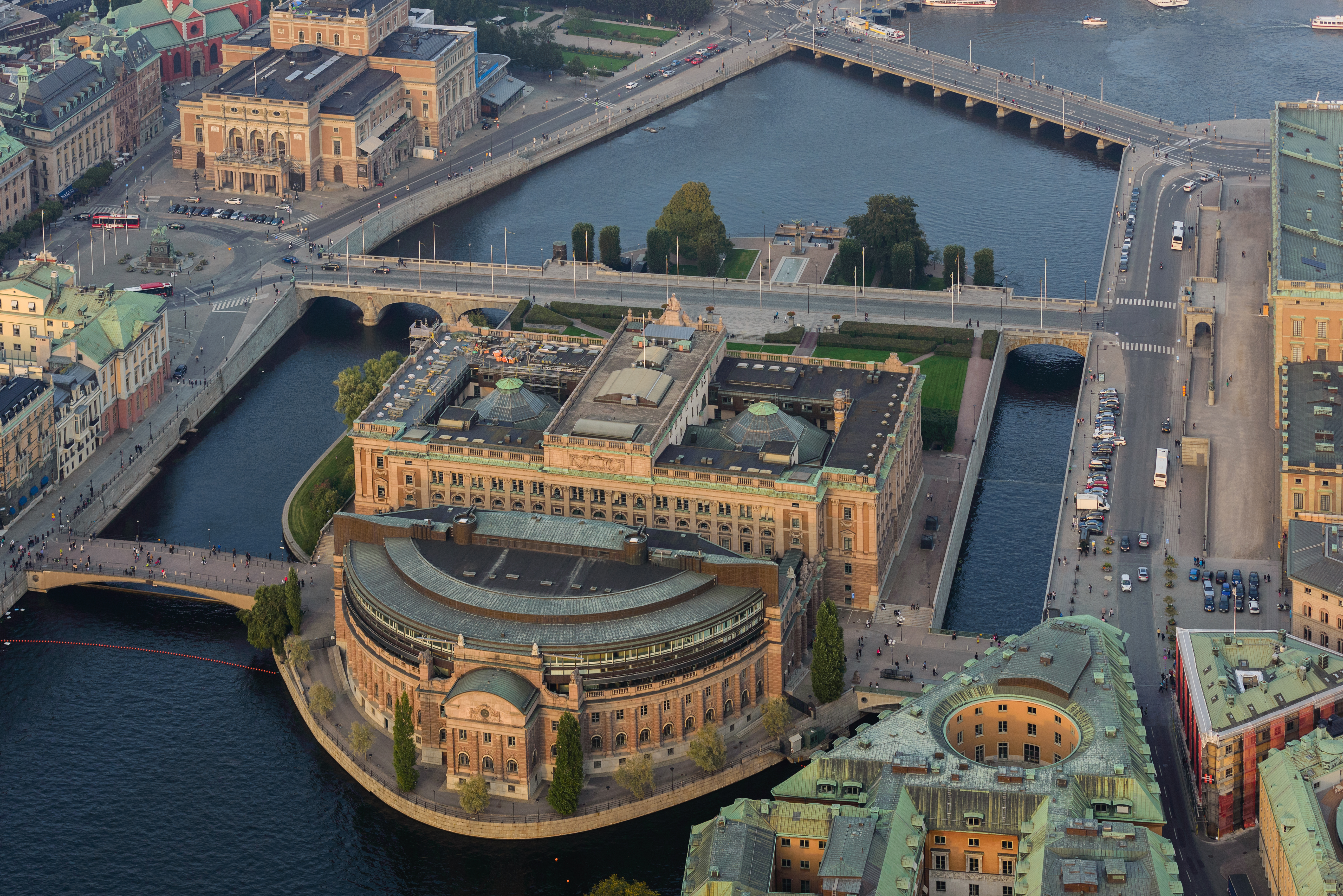
Helgeandsholmen a Riksdagen, letecký pohled

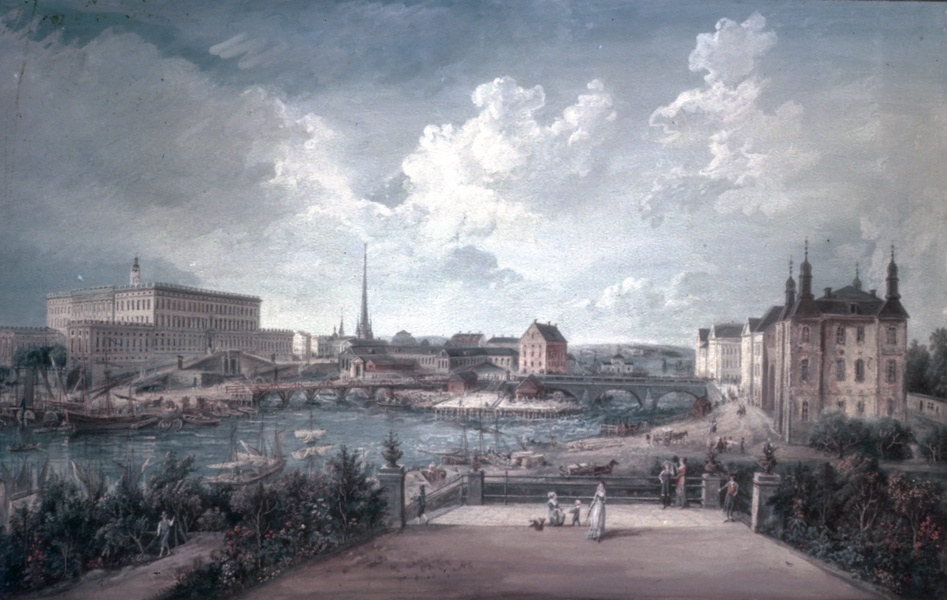
Malba Eliasa Martina (1739–1818) zobrazuje Helgeandsholmen když byla dokončena jen severní část mostu Norrbro

Most Norrbro původně vedl přes ostrov Helgeandsholmen úhlopříčně z místa, kde je v současnosti náměstí Mynttorget do místa, kde se dnes nachází náměstí Gustava Adolfa (Gustav Adolfs torg). První zachovaná písemná zmínka o mostu je z roku 1288, ale domníváme se, že most zde existoval již od roku 1252 (tedy od doby založení města). Jako téměř všechny mosty v té době, most Norrbro byl postaven ze dřeva, což byl tehdy dobře dostupný materiál a především most mohl být snadno rozebrán (v případě hrozícího obléhání města).
Padací mosty jsou v dochovaných pramenech poprvé zmiňovány v roce 1318 a obecný městský řád z poloviny 14. století určoval 6 městům v okolí jezera Mälaren (Arboga, Enköping, Sigtuna, Strängnäs, Västerås a Uppsala), aby sdílely náklady na údržbu společně se Stockholmem, což naznačuje, že most nebyl jen v zájmu města, ale byl také podstatnou součástí regionálního systému cest. Zmíněná města ovšem tento požadavek postupně zpochybňovaly, a během 16. a 17. století tak Stockholm musel stále víc nést náklady na most sám.
Do 40. let 16. století se šířka ulic pohybovala přibližně mezi 6 až 12 metry, ale když se v roce 1635 severní osídlení stalo součástí Stockholmu (stejně jako Helgeandsholmen), začala být šířka ulic regulována a standardizována. Guvernér Stockholmu, Clas Fleming (1592–1644) nechal most Norrbro napřímit do jedné linie s přilehlými ulicemi a rozšířit na standardní šířku přibližně 14,3 metru.
Na konci 18. století byl most Norrbro (jako jeden z prvních) znovu postaven jako kamenný most, severní sekce byla dokončena v roce 1797, jižní sekce byla dostavěna v roce 1806.

### Městské brány a opevnění
Vnitřní brána, Norreport, která byla jižně od Helgeandsholmen, je v dochovaných pramenech doložena v roce 1409, vnější brána pak okolo roku 1460, ale ve skutečnosti pravděpodobně bude starší. Obě brány byly nakonec doplněny o obranné věže. Na počátku 15. století bylo opevnění rozšířeno a byla přidána západní věž. Rychlý vývoj střelných zbraní však způsobil, že již na konci století bylo opevnění zastaralé a celý systém opevnění byl nakonec stržen v roce 1672.

### Královské stáje
Královské stáje (švédsky Kungliga Hovstallet) byly na ostrově zřízeny pravděpodobně již v roce 1535. Nejprve byly umístěny v prostorách bývalé nemocnice, až v roce 1612 získaly vhodnější prostory, ve 40. letech 16. století byly přesunuty na sever ostrova Helgeandsholmen, ale v roce 1680 byly přesunuty do nové budovy, kterou navrhl význačný architekt Nicodemus Tessin starší (1615–1684). Ale již v roce 1696 byla tato nová budova zničena požárem, nicméně byla vzápětí znova postavena, tentokrát plány vypracoval Nicodemus Tessin mladší (1654–1728). Tato budova (s různými přestavbami) vydržela až do začátku 20. století.

### Historické vodní kanály
Během let bylo na ostrově postaveno několik vodních kanálů, hlavně mezi výše popsanými paláci a jižně od nich. Jarní záplavy byly vážný problém, často byla nutná rekonstrukce mostů a další staveb, ale v 17. století byl zrušen první vodní kanál, druhý pak na počátku 20. století, během stavby nové budovy parlamentu (Riksdagshuset), která nahradila starou budovu parlamentu (Gamla Riksdagshuset: ta ovšem byla v jiné lokalitě).

### Moderní historie

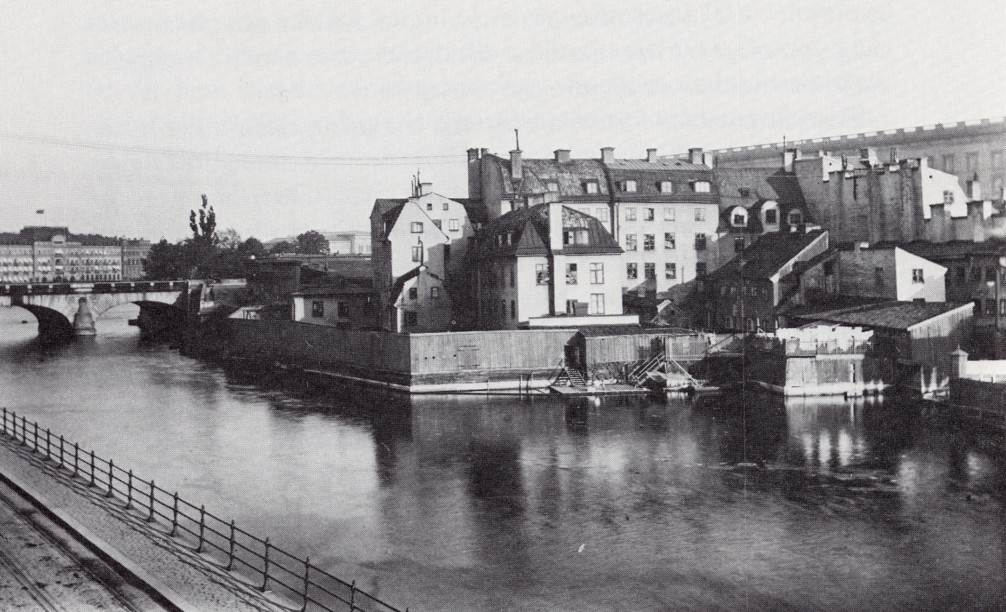
Helgeandsholmen okolo 1880

Po dokončení mostu Norrbro v letech 1807 až 1810, byl polokruhový prostor na východní straně nejprve využíván jako úložný prostor pro rybáře. V roce 1831 byl zřízen park, v té době byl jeho součástí ještě výše zmíněný vodní kanál. Park byl pro veřejnost otevřen o rok později, v roce 1832 a stal se tak prvním městským parkem ve Stockholmu. V dalších letech byl park vybaven různým zařízením: bylo zde postaveno několik pavilónů, stánků a pódium. Park se tak stal oblíbeným výletním místem pro obyvatele města. Okolo roku 1930 však park byl již velmi zanedbaný, proto dvakrát prošel celkovou rekonstrukcí. První se uskutečnila v letech 1937 až 1938. Druhá rekonstrukce se uskutečnila po dokončení archeologických výzkumů, které proběhly na konci 70. let 20. století.
Bazar nazývaný Norrbro-basaren byl postaven na západní straně mostu Norrbro v letech 1838 až 1839 a stal se živým sociálním a obchodním místem až do roku 1903. Tehdy byl bazar zrušen a na jeho místě byl vytvořen malý park před nově postavenou budovou parlamentu (Riksdagshuset).
Kolem roku 1870 stará budova parlamentu (Gamla Riksdagshuset), která se nacházela na ostrově Riddarholmen, byla již příliš malá a také byla považována za málo reprezentativní. Obdobný problém řešila i Švédská centrální banka (Riksbank), která v té době sídlila v budově na náměstí Järntorget na ostrově Stadsholmen. Ostrov Helgeandsholmen byl brzy navržen jako vhodné místo pro obě instituce, za podmínky, že nové budovy svojí výškou nezastíní Stockholmský královský palác. Vítězný architektonický návrh, který vzešel z architektonické soutěže na konci 80. let 19. století byl dále rozpracován architektem Helgo Zettervallem (1831–1907), kterému asistoval Aron Johansson (1860–1936). Nové budovy pro obě instituce byly postaveny v letech 1897–1906. Švédská centrální banka (Riksbank) se v roce 1976 přestěhovala do již třetí budovy na náměstí Brunkebergstorg ve čtvrti Norrmalm a uvolněná budova na ostrově Helgeandsholmen byla přičleněna k sousední budově parlamentu.

## Fotogalerie

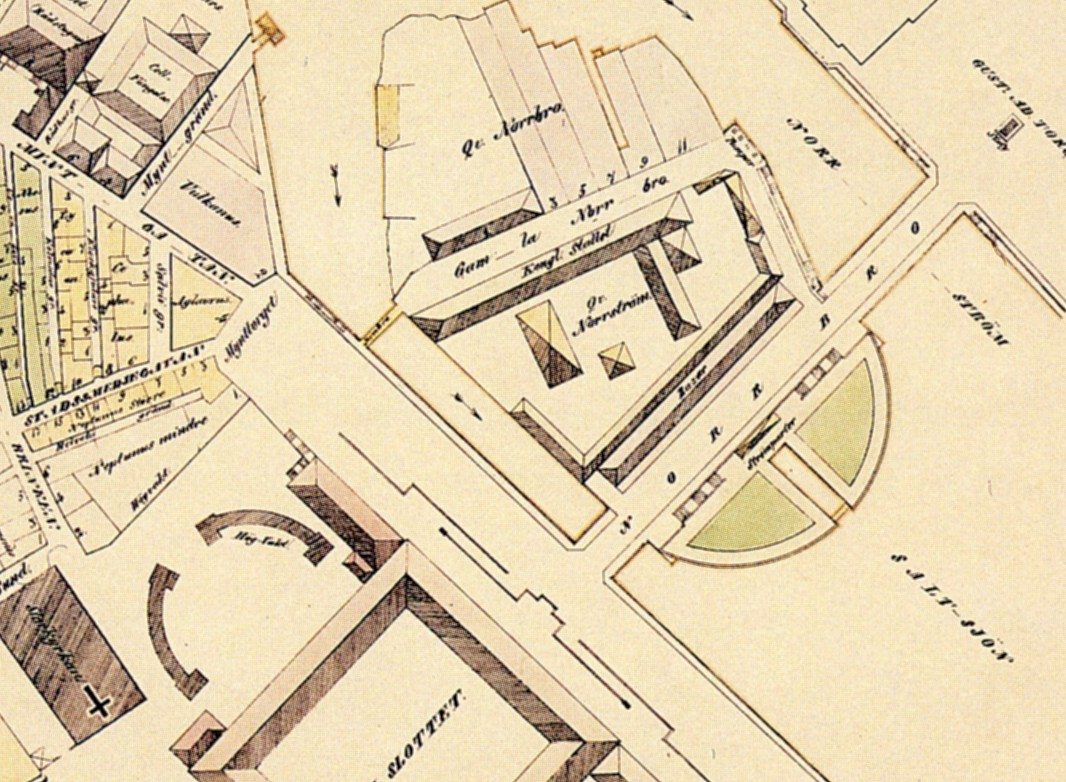
Helgeandsholmen, mapa 1848
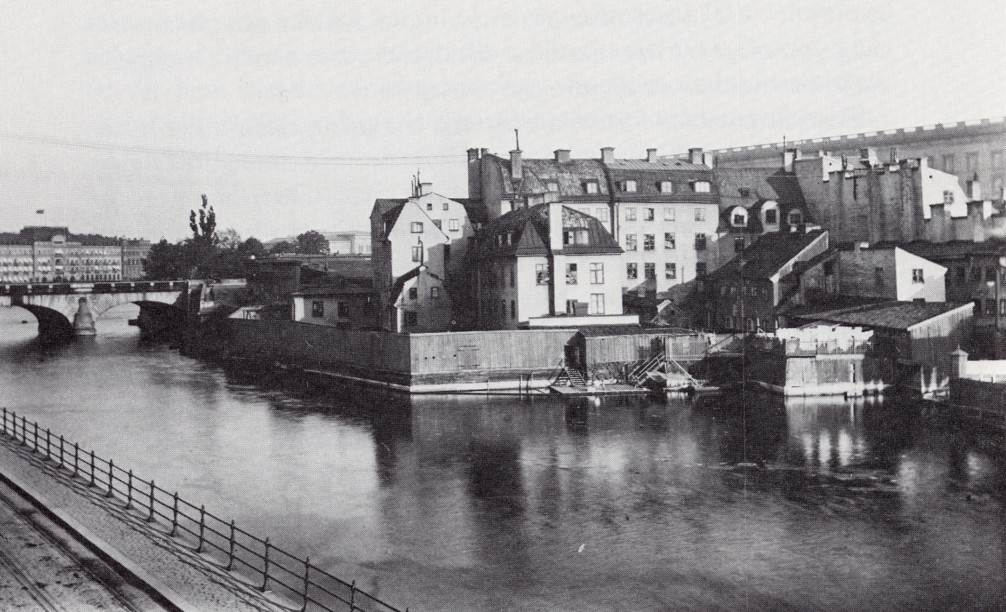
Helgeandsholmen 1880
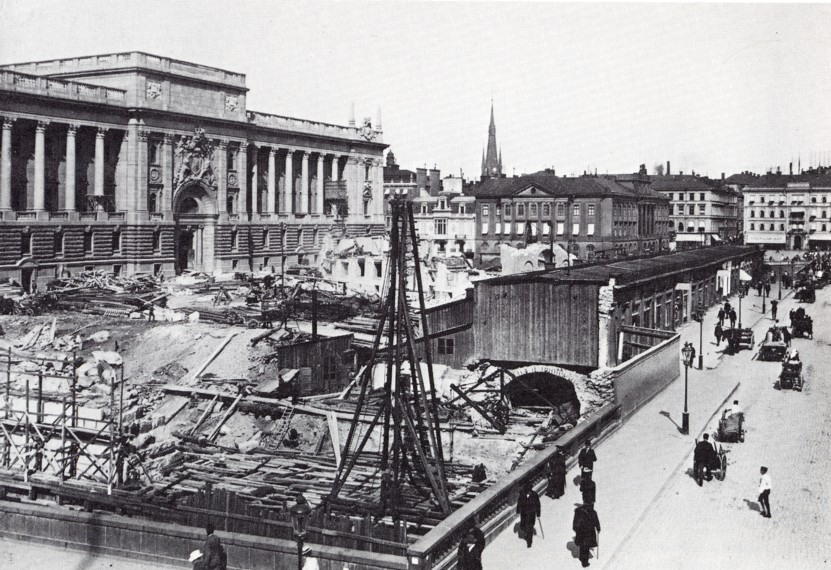
Riksdagshus 1904
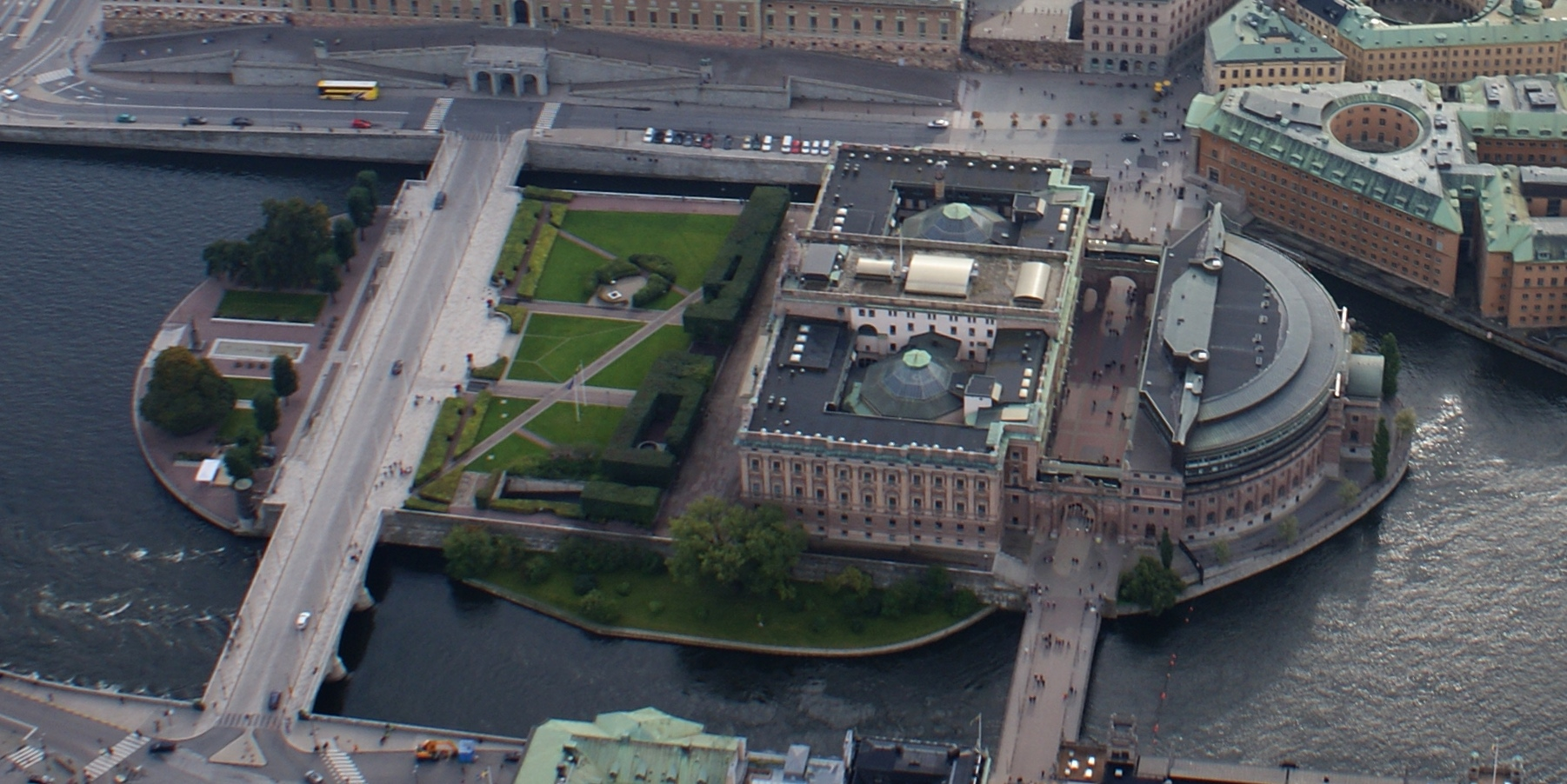
Helgeandsholmen, letecký pohled